# Bahía Narragansett
La bahía Narragansett es una ensenada del océano Atlántico, ubicada al suroeste de Rhode Island, Estados Unidos. Se extiende desde el norte por 45 km dentro del estado, dividiéndolo casi en dos partes.
Dentro de la bahía están las islas de Rhode (Aquidneck), Prudence y Conanicut, además de la bahía Mount Hope, que es cruzada por uno de los puentes más largos de Nueva Inglaterra.
Desde tiempos coloniales ha sido un activo centro de transporte marítimo; siendo sus principales puertos Providence y Newport. Gran parte de la bahía está consagrada a la pesca y la recreación.